# مجزرة الرايس
مجزرة الرايس، التي دارت رحاها في التاسع والعشرين من أغسطس عام 1997، كان واحدة من أعنف المذابح التي جرت في الجزائر في تسعينيات القرن العشرين. وقد وقعت في قرية الرايس، بالقرب من مدينة سيدي موسى وإلى الجنوب من الجزائر العاصمة.حيث قامت جماعة ارهابية تنتتمي إلى الجناعة الإسلامية المسلحة تحت امرة كل من خليفي عثمان المدعو حسين فليشة و محمد قبايلي المدعو العياشي باغتيال عدد من سكان المنطقة بالسلاح الابيض

## إحصائيات
- كانت الحصيلة الرسمية المبدئية للقتلى والجرحى 98 قتيلاً و120 مصابًا،
- قالت شبكة «سي إن إن» إن بعض العاملين في المستشفيات وشهود العيان قالوا إن حصيلة القتلى لا تقل عن 200 شخص، وربما تصل إلى 400 شخص،
- في حين أن الرقم الذي ذكرته الحكومة الجزائرية لمفوضية الأمم المتحدة لحقوق الإنسان (E/CN.4/2000/3/Add.1) كان 238.
- ذكرت بي بي سي بعد ذلك أن عدد القتلى كان 800 قتيل .

## أحداث المأساة
وفي عام 1997، كانت الجزائر تعيش في ذروة صراع مدني وحشي بدأ بعد إلغاء الجيش لانتخابات 1992 التي فازت فيها الجبهة الإسلامية للإنقاذ (FIS). وكانت قرية الرايس الفقيرة التي تعيش على الزراعة قد صوتت في أغلبها لصالح الجبهة الإسلامية للإنقاذ وكانت تشتهر في تاريخها بدعم المقاتلين الإسلاميين في المنطقة، ولكن (وفقًا لرواية أحد القرويين أوردتها خدمة البث العامة (PBS))، كانت القرية قد توقفت قبل ذلك مباشرة عن توفير الغذاء والأموال لهم.

وقد وصل المهاجمون المقنعون إلى القرية حوالي الساعة الواحدة صباحًا في شاحنات وسيارات، وكانوا مسلحين بالبنادق والسكاكين والفؤوس والقنابل. وقد استمروا في قتل الرجال والنساء والأطفال وحتى الحيوانات في القرية حتى الفجر (حوالي الساعة السادسة صباحًا)، حيث كانوا يقومون بذبح الأشخاص، كما كان لديهم الفرصة لحرق الجثث، أما الفتيات الصغيرات فقد تعرضن للخطف بدلاً من القتل. وفي بعض الحالات، كانوا يتركون الرؤوس المقطوعة على عتبات الأبواب. كما قاموا بتشويه الجثث وسرقة الموتى، كما ارتكبوا الفظائع ضد النساء الحوامل. وقد قاموا بحرق وتفجير بعض المنازل. وقد حاول القرويون الهرب أو الاختباء لكنهم امسكوا وقتلوا.فروا بعد الفجرآسرين معهم 20 فتاة من الفتيات.
| مجازر الجزائر في 1997                                               |          |              |
| مجازر قتل فيها أكثر من 50 مدني: راجع حرب العشرية السوداء في الجزائر |          |              |
| مجزرة ثاليت                                                         | 52 قتيل  | 4-3 أفريل    |
| مجزرة حوش خميستي                                                    | 93 قتيل  | 21 أفريل     |
| مجزرة ضاية لبقور                                                    | 50 قتيل  | 16 جوان      |
| مجزرة سي زروق                                                       | 58 قتيل  | 27 جويلية    |
| مجزرة أولاد الحد مزوارة                                             | 76 قتيل  | 3 أوت        |
| مجزرة صوحان                                                         | 65 قتيل  | 21-20 أوت    |
| مجزرة بني علي                                                       | 64 قتيل  | 26 أوت       |
| مجزرة الرايس                                                        | 800 قتيل | 29 أوت       |
| مجزرة بني مسوس                                                      | 87 قتيل  | 6-5 سبتمبر   |
| مجزرة قلب الكبير                                                    | 53 قتيل  | 19 سبتمبر    |
| مجزرة بن طلحة                                                       | 400 قتيل | 22 سبتمبر    |
| مجزرة سيدي العنتري                                                  | 117 قتيل | 24-23 ديسمبر |
| مجازر ولاية غيليزان                                                 | 412 قتيل | 30 ديسمبر    |
| 1996 -[عدل مصدر ] - 1998                                            |          |              |

وقد أعلنت الجماعة الإسلامية المسلحة (GIA) مسئوليتها عن الحادث، تمامًا كما حدث في مجزرة بن طلحة. وفي كتاب تحقيق في المجازر الجزائرية (An Inquiry into the Algerian Massacres) (وهو كتاب كان يقول إن الجماعة الإسلامية المسلحة كانت أداة في يد الدولة) قال اثنان من الناجين إن القتلة كانوا يرتدون ملابس تشبه ملابس «الأفغان»، حيث كانوا يرتدون العمائم وكانت وجوههم مغطاة وكانت لهم لحى (بعضها مزيفة) وكان البعض منهم يرتدون ملابس رسمية، كما قالوا كذلك إن المهاجمين كانوا يسبون الله في كل مكان، وكان من بينهم عدد قليل من النساء، كانوا يرتدون الحجاب فوق زي رسمي. ويبدو أن المنافذ الإعلامية الرئيسية لم تؤيد هذه الروايات (التي يمكنك الاطلاع عليها أدناه).
وقد تعهدت الحكومة «بمواصلة النضال بدون رحمة ضد المجرمين الوحشيين إلى أن يتم استئصال شأفتهم»، وقد أعلنت عن مطاردة واسعة النطاق وفرض إجراءات جديدة من أجل تقوية الأمن في المناطق الريفية. وقد عبرت منظمة العفو الدولية عن قلقها حيال الرد الحكومي، حيث قالت «إن موقع المذبحة محاط بثكنات للجيش ومراكز قوات الأمن، التي لا تبعد عن بعضها البعض إلا بمئات قليلة من الأمتار وبعض الكيلومترات القليلة»، بما في ذلك ثكنات للجيش على بعد 100 متر من المدينة. وقالت إن أحد الناجين قال
| مجزرة الرايس | لقد كانت قوات الجيش والشرطة متواجدة بالفعل، لقد سمعوا ورأوا كل شيء، ولم يفعلوا أي شيء، وتركوا الإرهابيين يغادرون القرية. | مجزرة الرايس |

وقد رد رئيس الوزراء أحمد أويحيى على شبكة ITN بحسم قائلاً «لقد تدخلت قوات الجيش وقوات الحرس الوطني في أسرع وقت ممكن». وقد أشارت السلطات إلى خشيتها من التواجد المحتمل لألغام وأكمنة، ومع ذلك، قال أحد عمال الإغاثة الذي تم إجراء مقابلة معه على يد هيومن رايتس ووتش إن الشرطيين الأوائل الموجودين هناك لم يقوموا بعمل أي إجراءات احتياطية ضد التواجد المحتمل للألغام أثناء دخولهم إلى القرية.
وقد أبلغت الحكومة الجزائرية مفوضية الأمم المتحدة لحقوق الإنسان (E/CN.4/2000/3/Add.1) أنه قد «تم فتح تحقيق قضائي من خلال محكمة الأربعاء وتم تحديد المرتكبين الأربعة للمجزرة. وقد أصدر قاضي التحقيق أوامر تفتيش في الثلاثين من مايو في عام 1998.» ولم يتم توضيح كيف قام أربعة مهاجمين بقتل 238 شخصًا.
وقد انخفض عدد سكان القرية من 1000 نسمة قبل بداية الصراع إلى 200 بعد المجزرة؛ فقد غادر عدد كبير من السكان بعد تلك المجزرة. وقد منحت الحكومة أولئك الذين تبقوا في المدينة أسلحة من أجل الدفاع عن أنفسهم في المستقبل، وفقًا لجريدة لا تريبيون، التي ذكرت أن السكان عارضوا إصدار عبد العزيز بوتفليفة لعفو عن مجموعة معينة من الجماعات المسلحة (قانون المصالحة الوطنية)، قائلين إنهم يخشون أن يشتمل من يتم العفو عنهم على قتلة قاموا بقتل جيرانهم.

## وصلات خارجية
- CNN
- AP
- NYT
- PBS NewsHour
- Amnesty International
- Rais, Bentalha - one year later - a poem by Assia Djebar
- Surviving children's response - Algerian Red Crescent
- 2 eyewitness accounts according to the LADDH
- La Tribune
- Human Rights Watch
- BBC
- BBC - 8 years on
- Economist
- Arabic News
- Arabic News
- Algeria watch